# Bulven
Bulven är en sjö i Malå kommun i Lappland och ingår i Umeälvens huvudavrinningsområde. Sjön har en area på 0,388 kvadratkilometer och ligger 351 meter över havet. Sjön avvattnas av vattendraget Mattjokbäcken (Kvarnbäcken).

## Delavrinningsområde
Bulven ingår i det delavrinningsområde (723803-161864) som SMHI kallar för Utloppet av Bulven. Medelhöjden är 380 meter över havet och ytan är 10,13 kvadratkilometer. Räknas de 2 avrinningsområdena uppströms in blir den ackumulerade arean 28,57 kvadratkilometer. Mattjokbäcken (Kvarnbäcken) som avvattnar avrinningsområdet har biflödesordning 3, vilket innebär att vattnet flödar genom totalt 3 vattendrag innan det når havet efter 255 kilometer. Avrinningsområdet består mestadels av skog (60 procent) och sankmarker (25 procent). Avrinningsområdet har 0,79 kvadratkilometer vattenytor vilket ger det en sjöprocent på 7,8 procent.